# Comarques de Sòria
La província de Sòria de la Comunitat Autònoma de Castella i Lleó està formada per 183 municipis, que es poden agrupar en les vuit comarques següents:
Comarca de Pinares
Abejar, Cabrejas del Pinar, Casarejos, Covaleda, Cubilla, Duruelo de la Sierra, Herrera de Soria, Molinos de Duero, Montenegro de Cameros, Muriel de la Fuente, Muriel Viejo, Navaleno, Salduero, San Leonardo de Yagüe, Talveila, Vadillo, Vinuesa
Comarca de Tierras Altas y El Valle
Aldealices, Almarza, Arévalo de la Sierra, Ausejo de la Sierra, Carrascosa de la Sierra, Castilfrío de la Sierra, Castilruiz, Cerbón, Cigudosa, El Royo, Estepa de San Juan, Fuentes de Magaña, Fuentestrún, La Póveda de Soria, Las Aldehuelas, Magaña, Oncala, Rebollar, Rollamienta, San Felices, San Pedro Manrique, Santa Cruz de Yanguas, Sotillo del Rincón, Suellacabras, Trévago, Valdeavellano de Tera, Valdegeña, Valdelagua del Cerro, Valdeprado, Valtajeros, Villar del Ala, Villar del Río, Vizmanos, Yanguas
Comarca de Burgo de Osma
Alcubilla de Avellaneda, Burgo de Osma, Caracena, Carrascosa de Abajo, Castillejo de Robledo, Espeja de San Marcelino, Espejón, Fresno de Caracena, Fuentearmegil, Fuentecambrón, Langa de Duero, Liceras, Miño de San Esteban, Montejo de Tiermes, Nafría de Ucero, Recuerda, Retortillo de Soria, San Esteban de Gormaz, Santa María de las Hoyas, Ucero, Valdemaluque, Villanueva de Gormaz
Comarca de Sòria
Bayubas de Abajo, Bayubas de Arriba, Blacos, Calatañazor, Cidones, Cubo de la Solana, Fuentepinilla, Garray, Golmayo, Gormaz, Los Rábanos, Quintana Redonda, Quintanas de Gormaz, Rioseco de Soria, Sòria, Tajueco, Tardelcuende, Torreblacos, Valdenebro, Valderrodilla, Velilla de la Sierra, Villaciervos
Comarca de Campo de Gómara
Alconaba, Aldealafuente, Aldealpozo, Aldealseñor, Aldehuela de Periáñez, Aliud, Almajano, Almaluez, Almazul, Almenar de Soria, Arancón, Bliecos, Borobia, Buberos, Buitrago, Cabrejas del Campo, Candilichera, Cañamaque, Carabantes, Cihuela, Ciria, Cirujales del Río, Deza, Fuentecantos, Fuentelmonge, Fuentelsaz de Soria, Gómara, Hinojosa del Campo, La Losilla, Los Villares de Soria, Monteagudo de las Vicarías, Narros, Pinilla del Campo, Portillo de Soria, Pozalmuro, Quiñonería, Renieblas, Reznos, Santa María de Huerta, Serón de Nágima, Tajahuerce, Tejado, Torlengua, Torrubia de Soria, Villar del Campo, Villaseca de Arciel
Comarca de Almazán
Adradas, Alentisque, Almazán, Arenillas, Barca, Barcones, Berlanga de Duero, Borjabad, Caltojar, Centenera de Andaluz, Coscurita, Escobosa de Almazán, Frechilla de Almazán, La Riba de Escalote, Maján, Matamala de Almazán, Momblona, Morón de Almazán, Nepas, Nolay, Rello, Soliedra, Taroda, Velamazán, Velilla de los Ajos, Viana de Duero
Comarca de Medinaceli (Arcos de Jalón)
Alcubilla de las Peñas, Alpanseque, Arcos de Jalón, Baraona, Medinaceli, Miño de Medinaceli, Villasayas, Yelo
Comarca del Moncayo
Ágreda, Añavieja, Beratón, Borobia, Cueva de Ágreda, Dévanos, Matalebreras, Noviercas, Ólvega, Vozmediano

Pinares
Tierras Altas y El Valle
Comarca de Burgo de Osma
Comarca de Sòria
Campo de Gómara
Comarca de Almazán
Comarca d'Arcos de Jalón
Comarca del Moncayo